# Розенштраух, Леонид Валентинович
Леони́д Валенти́нович Розенштра́ух (10 апреля 1937, Москва — 17 сентября 2020) — советский и российский физиолог, доктор биологических наук, специалист в области электрофизиологии сердца. Академик Российской академии наук, член-корреспондент РАМН (до объединения РАН и РАМН). Главный редактор журнала «Успехи физиологических наук». Работал в НИИ экспериментальной кардиологии КНЦ РАМН.

## Биография
Родился 10 апреля 1937 года в Москве. В школьные годы посещал Кружок юных биологов зоопарка (КЮБЗ). В 1957—1961 годах учился на биолого-почвенном факультете МГУ. После окончания МГУ работал на кафедре физиологии. В 1961 году по приглашению своего учителя и наставника М. Г. Удельнова перешёл на работу в возглавляемую Удельновым лабораторию физиологии кровообращения Института терапии АМН СССР. С тех пор работал в этом институте и его правопреемниках — Институте кардиологии АМН СССР, Всесоюзном кардиологическом научном центре АМН СССР, затем — Российском кардиологическом научно-производственном комплексе Минздрава РФ.
В 1974 году защитил диссертацию «Электрофизиологические механизмы развития аритмий сердца и антиаритмический эффект» на соискание степени доктора биологических наук. Автор научного открытия СССР (явление регуляции силы сокращения сердечной мышцы креатином, 1978). В 1988 году избран членом-корреспондентом Академии медицинских наук СССР. 30 мая 1997 года избран членом-корреспондентом РАН по Отделению физиологии (физиология человека и животных). 22 мая 2003 года избран действительным членом РАН. Был членом редколлегии журнала РАН «Природа».
Скончался 17 сентября 2020 года. Похоронен на Бабушкинском кладбище Москвы (участок 15).

## Награды, премии, почётные звания

### Государственные
- Государственная премия СССР (1978, 1985)
- Государственная премия Российской Федерации (2003)[6]
- Медаль ордена «За заслуги перед Отечеством» II степени (2016)[7]

### Прочие
- Золотая медаль имени И. П. Павлова от Российской академии наук (2016)
- диплом «Человек года» (Американский биографический институт, 1996)[8].
- национальная премия «Призвание» в номинации «За вклад в развитие медицины, внесенный представителями фундаментальной науки и немедицинских профессий» (2001)[9].
- почётный доктор наук Белградского университета[10].
- член Международной академии сердечно-сосудистых наук.